# Чижевський Дмитро Іванович
Дмитро́ Іва́нович Чиже́вський (23 березня (4 квітня) 1894, Олександрія, нині Кіровоградської області — 18 квітня 1977, Гайдельберг, ФРН) — український і європейський науковець-енциклопедист; культуролог-славіст, філософ, літературознавець, релігієзнавець, лінгвіст, дослідник української і слов'янської літератур, історії культури, філософії, релігійної думки й слов'янської духовності. Дослідник німецької славістики, її полігістор.

## Життєпис

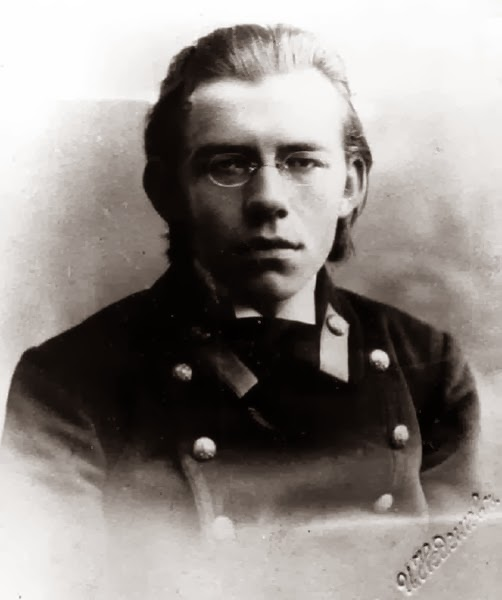
Дмитро Чижевський гімназист

Будинок, у якому мешкала родина Дмитра Чижевського в місті Олександрія. Нині — районна бібліотека.

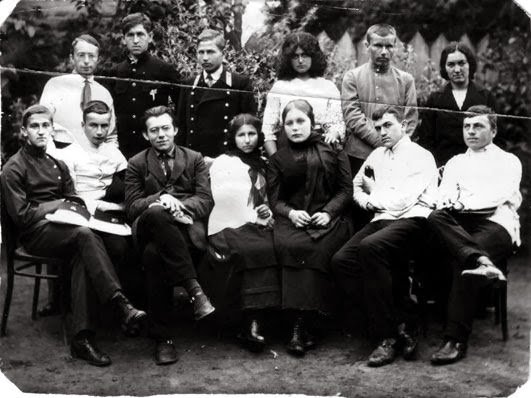
Члени просвітницького гуртка в Олександрії, яким керував Дмитро Чижевський (сидить третій зліва). До нього входили гімназисти і гімназистки обох гімназій та студенти учительської семінарії

Дмитро Чижевський народився 23 березня 1894 (за старим календарем) у дворянській родині з числа нащадків заможного козацтва і українського шляхетства, представників однієї з гілок давнього роду Чижів (Чиженків, Чижових). Рідною мовою в родині Чижевських був місцевий діалект російської. Його батько, Іван Костянтинович, відставний артилерійський офіцер царської армії, мав шляхетське походження і за політичними поглядами був революціонером-народником. За участь у народницькому гуртку його було виключено з військової академії, заарештовано і після дворічного ув'язнення в Петропавлівській фортеці заслано на Північ, а потім на батьківщину, в Олександрію. Під час першої російської революції його було обрано міським головою Олександрії, проте він майже відразу після цього помер.
Мати, Марія Єршова, походила з російських дворян, була педагогом і художницею — ученицею Чистякова і Рєпіна.
Дмитро Чижевський належав до тих інтелектуалів, світогляд яких формувався під впливом духовного світу родини. Батько, Іван Чижевський брав активну участь у земському русі, став членом кадетської партії. В одній зі своїх біографій Дмитро Чижевський відзначав, що духовні інтереси його батьків досить рано обумовили його власну спрямованість.
В 1911—1913 роках вивчав математику і астрономію в Петербурзькому університеті. В 1914 він змінив місце навчання та фах — перевівся на історико-філологічний факультет Київського університету Св. Володимира, який закінчив у 1919 році.
У передреволюційному Києві Дмитро Чижевський брав участь у діяльності студентських та робітничих гуртків. Брав участь у революції 1917 (член Української Центральної Ради). Був активним членом партії меншовиків та представником цієї партії в Малій Раді українського уряду (1918), мав перспективу стати міністром праці України. Паралельно він викладав філософію в Київському університеті, та мовознавство на Вищих жіночих курсах. Як згадує товариш Чижевського Панас Феденко, ще тоді в спілкуванні та листуванні вони свідомо перешли на українську мову.
Після зайняття Києва більшовиками Чижевського було ув'язнено й засуджено до смертної кари. Завдяки випадковості йому вдалося врятуватися.
1921 року, після окупації УНР військами більшовиків, виїхав до Німеччини, де у Гайдельберзькому та Фрайбурзькому університетах поглиблював студії філософії у Ясперса, Гайдеггера, Гуссерля та інших. До політики більшовиків, яка тоді проводилася на Україні філософ ставився вкрай негативно, він вважав її жорсткою, несправедливою і тотальною.
З 1924 року викладав у Празі: в Українському педагогічному інституті ім. Михайла Драгоманова, а з 1929 — в Українському Вільному Університеті. Був дійсним членом Слов'янського інституту у Празі. Згодом знову в Німеччині викладав в університеті в Галле (1932—1945), зосереджуючись на філософії; зокрема досліджує вплив Гегеля на слов'янську науку і вплив німецької філософії на російську літературу. Працюючи над німецькою містикою, віднайшов у архівах численні рукописи чеського філософа і педагога Яна Коменського і сам зацікавився містицизмом у творах Сковороди, Гоголя і Достоєвського.
З 1945 року — вже в Мюнхені. По війні він — чинний професор-гість (нім. Gastprofessor) у Марбурзі (1945—1951).В 1951—1956 роках працює на посаді професора Гарвардського університету (США), завідує філософським відділом Української Вільної Академії наук у Нью-Йорку. З 1956 року й до кінця життя обіймає посаду професора, керівника Інституту славістики Гайдельберзького університету (ФРН). Дмитро Чижевський — дійсний член Гайдельберзької Академії (з 1962) і почесний її професор (з 1968) й одночасно почесний професор (з 1970) у Кельні. На своїх посадах у Галле, Марбурзі і Гайдельберзі заснував і розбудував славістичні інститути.

Меморіальна дошка на честь Дмитра Чижевського на будинку в Олександрії.

Ювілейні збірки на його пошану вийшли в 1954 і 1966 роках. Помер у Гайдельберзі.

## Родина
1919 року одружився з єврейкою Лідією Ізраїлівною Маршак — своєю соратницею по партії, студенткою медичного факультету університету.
- Донька — Тетяна Маршак[10] (1924—1986[11]), професор славістики державного університету Вейна (Детройт, штат Мічиган, США).

## Наукова діяльність
У багатогранній науковій діяльності Чижевський виявив велику ерудицію і зробив значний внесок у дослідження історії літератури, у критику, філологію, естетику й філософію (російську, українську, словацьку, чеську, польську й німецьку, хоча з 1000 наукових розвідок найбільша частка — близько 200 — присвячено Україні). Наукові праці із славістики, історії літератури, філософії, філології. Дмитро Чижевський — автор фундаментальних праць «Філософія на Україні», «Нариси з історії філософії на Україні», «Гегель в Росії», «Філософія Сковороди», «Історія української літератури від початків до доби реалізму» та інших. Автор «теорії стилів». З вересня 1949 — професор Гарвардського університету. 1956 року Д. Чижевському пропонують очолити інститут славістики Гайдельберзького університету, на що він охоче погоджується. Фактично він і створив цей інститут, оскільки до приходу вченого той існував лише номінально. Ця робота стала справою його життя. «Він віддав інститутові всю душу, інститут був для нього домом, дружиною і дитиною», — писав його сучасник поляк А. Вінценз [Архівовано 19 серпня 2016 у Wayback Machine.]. У рекордний строк бібліотека інституту зібрала понад 30 тисяч томів. З 1962 — член Гайдельберзької Академії, член-засновник Української вільної АН в США.
Наукова діяльність відтоді стала основою його життя: професор Українського вільного університету, викладач університетів Галле, Єни, Марбургу, Гайдельбергу, Кельна. Паралельно вчиться у мислителів XX століття К.Ясперса та М.Хайдеггера (основоположники екзистенціалізму), Е.Гуссерля (фундатора феноменології). Вчений був самовідданим бібліофілом (наприклад, у Гарвард привіз із собою 13 тисяч рідкісних книг, фактично зібраних зі всієї Європи).

### Дослідження бароко
Чижевський першим відкрив слов'янське і зокрема українське бароко, а історію української літератури намагався побудувати як історію стилів: підкреслюючи початковий зв'язок з візантійською культурною сферою та вказуючи на співзвучну зміну стилів з західними впливами (з XVI ст.).
Разом з тим феномен українського бароко вчений ставив у загальноєвропейський контекст, не вичленовуючи лише стилістику, а підкреслюючи тотальність барокового мислення у ті часи.
У праці «Літературний український барок» він писав: "Часто дивуються, як представник модерної астрономії Кеплер міг разом з тим займатися астрологією, — часто роблять спроби, ігноруючи синтетичний характер культури барока, з'ясувати це «протиріччя» так, що Кеплер, мовляв, займався астрологією для заробітку, а астрономією з власного наукового переконання. Коли трохи заглибитися в читання творів великого швабського вченого, легко побачити, що таке пояснення є цілковитою помилкою: науковий ідеал Кеплера сполучав в собі і стару, і нову науку. Самий стиль суто астрономічних творів Кеплера стоїть в різкому протиріччі до наукового стилю нашої сучасности: Кеплер сполучує надзвичайну екзактність спостережень та віру в абсолютну точність числових, геометричних закономірностей у світі з вірою у всебічну гармонію світу, яка відкривається не лише емпіричному дослідженню, а так само і дедукції, навіть фантазії, напівмістичній інтуїції вченого…

### Організація українського філософського процесу
Дмитро Чижевський вперше здійснив систематизацію історико-філософського процесу в Україні (започаткували цей напрям дослідження Кл. Ганкевич та В.Щурат). Його загальне бачення становлення й розвитку історії української філософії відзначає реальний початок історико-філософського українознавства як самостійної галузі.

## Суспільно-політичні погляди і переконання
В еміграції Дмитро Чижевський вже не займався політикою, проте мав певні переконання, які постійно проявляв у своїх діях.
Дмитро Чижевський завжди принципово відрізняв українську культуру і мову від російської (т. зв. «великоросійської») і від своїх німецьких колег за фахом вимагав слідувати цьому. В приватному житті та в стосунках з колегами він навпаки — ніколи не ділив людей за етнічною ознакою.
З іншого боку, українські кола були незадоволені науковими стосунками вченого з російською діаспорою, дорікали йому за недостатній патріотизм. Чижевський вважав культурні зв'язки між людьми і народами більш важливими, ніж політичні, всіляко підтримував і розвивав ці зв'язки без огляду на національність.
Водночас радянські та східнонімецькі славісти посилили пропагандистську кампанію проти нього, звинувачуючи вченого в українському націоналізмі і засуджуючи та замовчуючи його праці. Протягом всього життя Дмитро Чижевський вкрай вороже ставився до радянської влади і не приховував цього. Інколи він дозволяв собі влаштовувати скандальні публічні демонстрації. У 1968 році Чижевський, піднявшись на трибуну міжнародної наукової конференції для виголошення запланованої доповіді, заявив про неможливість виступати в присутності вчених з Радянського Союзу, оскільки вони паплюжать науку. За збігом обставин цей демарш трапився у Празі, за тиждень до того, як у місто вступили радянські танки.
У кінці життя світогляду Дмитра Чижевського був притаманний космополітизм. Вчений був палко переконаний, що «найважливішим культурним чинником є особисті зв'язки людей, передусім через кордони, що є в Європі такі затісні для націй…Культурні зв'язки народів я вважаю вагомішими за політичні».

## Премія імені Чижевського
- Національна Академія Наук України в 1997 році заснувала «Премію імені Д. І. Чижевського» — за видатні наукові роботи в галузі філософських наук.

## Становлення і розвиток чижевськознавчих студій в Україні й закордоном
- 1 етап (30-ті — 40-ві рр. ХХ ст.) — поява перших позитивних рецензій (П. Біциллі, С. Гессена, М. Лосського, Г. Флоровського, С. Франка) на праці Д. Чижевського та публікація коротких заміток і повідомлень про його доповіді, які він прочитав у різних наукових гуртках і товариствах, що були написані пересічними слухачами;
- 2 етап (50-ті — 70-ті рр. ХХ ст.) — видання ювілейних збірників на пошану Д. Чижевського (1954 р., 1964 р., 1974 р.); публікація статей про його коменіологічні, славістичні, українознавчі дослідження на філософську й літературознавчу тематику; укладання бібліографічного покажчику праць вченого; публікація посмертних споминів та некрологів (1977 р.). Для цього етапу характерними є видання поодиноких статей радянських науковців (О. Білецький, О. Гигор'єв, Р. Данилевський, В. Кулєшов) з різкою критикою його «націоналістично-буржуазної» концепції української й російської літератури;
- 3 етап (80-ті — 90-ті рр. ХХ ст.) — дослідження філософської й літературознавчої спадщини Д. Чижевського європейськими дослідниками; робота з каталогізації й опису його бібліотеки у Гайдельберзі та Галле. Початок 90-х рр. ХХ ст. — період вивчення й інтерпретації життя, діяльності й поглядів Д. Чижевського в Україні. Характерними рисами цього періоду є проведення конференцій й семінарів, присвячених українському славісту, виконання дисертаційних досліджень з вивчення його філософської спадщини, видання окремих праць Д. Чижевського («Нариси з історії філософії на Україні», «Історія української літератури», «Реалізм в українській літературі»);
- 4 етап (початок ХХІ ст. — до сьогодення) — новий період рецепції наукового доробку Д. Чижевського, що характеризується інтерпретацією ідей видатного славіста крізь призму культурологічних, компаративних, міждисциплінарних підходів. Найбільшої ваги у вивченні спадщини Д. Чижевського відіграють дисертаційні й монографічні дослідження (О. Бистрова, О. Блашків, І. Валявко, В. Кортгаазе, В. Лучкевич, Н. Над'ярних, А. Ріхтер, О. Чуднов, В. Янцен та ін.), дослідження архівної й епістолярної спадщини вченого, повне видання й коментування його праць.

## Вшанування

Меморіальна дошка Дмитру Чижевському на фасаді Інституту філології КНУ

З березня 1993 р., за ініціативою доктора філологічних наук, професора Центральноукраїнського державного педагогічного університету ім. Володимира Винниченка Л. В. Куценка, ім'я Дмитра Чижевського носить Обласна універсальна наукова бібліотека ім. Д. І. Чижевського.

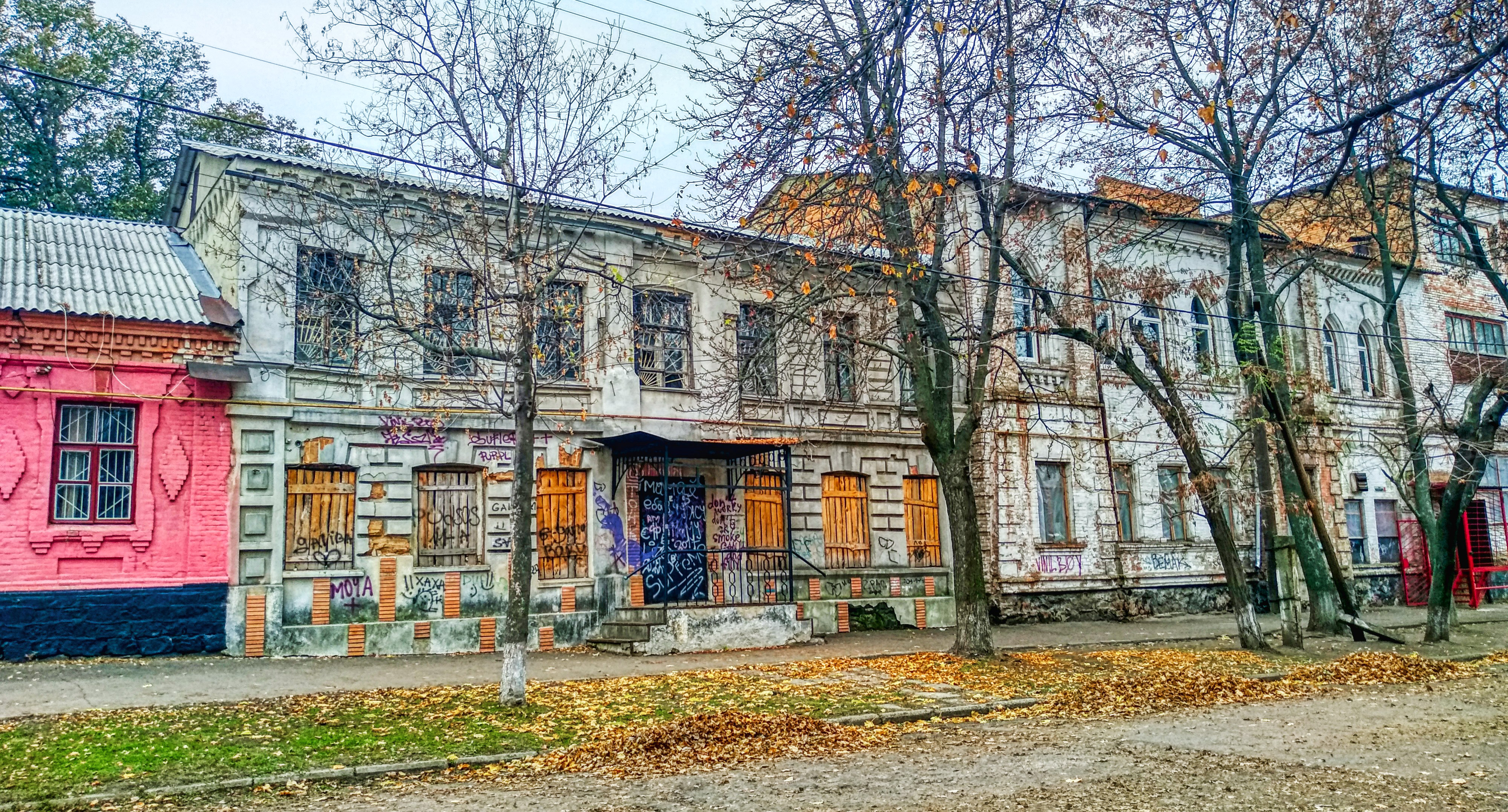
Вулиця Чижевського в Олександрії.

У місті Олександрія, у 1990-тих роках на честь Чижевського була названа невелика вулиця в історичному центрі міста.
Існують також вулиці на честь Дмитра Чижевського у Львові (з 1993), у Сумах, у Кропивницькому та в інших поселеннях.
З 2016 року в Світловодську існує вулиця Дмитра Чижевського.
27 жовтня 2022 року Київська міська рада назвала на честь Дмитра Чижевського вулицю у Святошинському районі міста Києва.
2006 року відкрито меморіальну дошку на фасаді Інституту філології Київського національного університету імені Тараса Шевченка.
У липні 2022 в Олександрії відкрили філію місцевого краєзнавчого музею — Будинок Дмитра Чижевського. Це єдиний центр, присвячений постаті Дмитра Чижевського, на території України.

## Праці
- «Логіка» (1924)
- «Dostojevskij Studien» (1931)
- «Hegel bei den Slaven» (1934)
- «Štúrova filozofia života» (1941)
- «Geschichte der altrussischen Literatur: Kiever Epoche» (1948 і 1960)
- «Outline of Comparative Slavic Literatures» (1952)
- «On Romanticism in Slavic Literatures» (1957)
- «Das heilige Russland» (1959)
- «Russland zwischen Ost und West» (1961)
- «Russische Literaturgeschichte des 19 Jahrhunderts» (1964)
- «Comparative History of Slavic Literatures» (1971)

### Україністика
- «Фільософія на Україні [Архівовано 9 січня 2020 у Wayback Machine.]» (1926)
- «Нариси з історії філософії на Україні» (1931)
- «Фільософія Г. С. Сковороди [Архівовано 26 лютого 2021 у Wayback Machine.]» (1933)
- «Укр. літ. барок. Нариси», І — III (1941 — 44)
- «До проблеми бароко» (1947)
- «Культурно-історичні епохи [Архівовано 4 березня 2016 у Wayback Machine.]» (1948; 1978). Текст у форматі pdf — Український історичний журнал. 2017. № 2, cт. 183-203
- «Сімнадцяте сторіччя в духовній історії України». Арка, Мюнхен 1948, Ч. 3-4, с.9.
- «Поза межами краси (до естетики барокової літератури)» [Архівовано 4 березня 2016 у Wayback Machine.], (1952)
- «Історія української літератури: від початків до доби реалізму [Архівовано 1 жовтня 2013 у Wayback Machine.]» (1956)
- «Skovoroda, Dichter, Denker, Mystiker» (1974)
- «A History of Ukrainian Literature» (1975)
- «A History of Ukrainian Literature (From the 11th to the End of the 19th Century) [Архівовано 24 лютого 2020 у Wayback Machine.]» (1997)

### Окремі видання
- Чижевський Д. І. Історія української літератури (від початків до доби реалізму). — Тернопіль: Феміна, 1994. — 480 с.
- Чижевський Д. І. Історія української літератури [Архівовано 19 листопада 2020 у Wayback Machine.]. — Прага, 1942. — Кн. 2. — 142 с.
- Чижевський Д. І. Історія української літератури [Архівовано 16 липня 2015 у Wayback Machine.]. — Нью-Йорк, 1956. — 511 с.
- Чижевський Д. Порівняльна історія слов'янських літератур. — К.: Академія, 2005. — 288 с.
- Чижевський Д. І. Філософські твори: У 4 т. — К.: Смолоскип, 2005. — Т. 1, 2, 3, 4.
- Чижевський Д. Український літературний барок. Нариси. — Харків: Акта, 2003. — 460 с.
- Чижевский Д. И. Избранное: В 3 т. — Т. 1. Материалы к биографии (1894—1977) / Сост., вступ.ст. В. Янцена; Коммент. В. Янцена и др. — М.: Библиотека-фонд «Русское зарубежье»; Русский путь, 2007. — 848 с.